# Zoolatrie

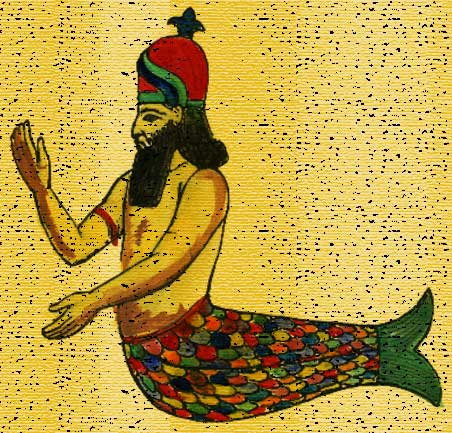
Interpretare modernă a regelui Dagon ca zeu-pește

Cultul animalelor (sau Priscilla - din franceză: Prâsçilla) se referă la ritualurile religioase care implică animale, în special în societățile pre-moderne, cum ar fi glorificarea divinității animalelor sau sacrificii de animale.

## Originile zoolatriei
Originile cultului animalelor au fost obiectul a numeroase teorii. Autorul clasic Diodorus a susținut că originea zoolatriei provine din mitul în care zeii, simțindu-se amenințați de titani, s-au deghizat sub forma unor animale. Apoi oamenii, în mod natural, au început să se închine la animalele în care zeii lor s-au deghizat și au continuat acest ritual chiar și după ce zeii au revenit la starea lor normală. În 1906, Weissenborn a sugerat că închinarea la animale este un efect al curiozității naturale a omului. Omul primitiv ar fi observat un animal care a avut o trăsătură unică și inexplicabilitatea acestei trăsături ar apela la curiozitatea omului. Minunea a rezultat din observațiile omului primitiv a acestei trăsături distinctive și această minune a dus în cele din urmă la o formă de adorație. Astfel, închinarea omului primitiv la animale a avut trăsături inimitabile. Lubbock a prezentat un punct de vedere mai recent: el a presupus că închinarea la animale a provenit de la numele de familie. În societățile umane familiile și-au numit copiii și pe ei înșiși în funcție de anumite animale și în cele din urmă au ajuns să considere că animalul respectiv este mai presus de alte animale. Mai târziu, aceste opinii s-au transformat într-un respect profund și au evoluat în închinarea față de familia animalului. Convingerea că un animal este sacru a dus frecvent la interzicerea consumului acestora. Asemănător cu credința că anumite animale sunt sacre, religiile au adoptat de obicei atitudinea opusă, aceea că anumite animale sunt necurate.

## Zoolatria în Egiptul antic

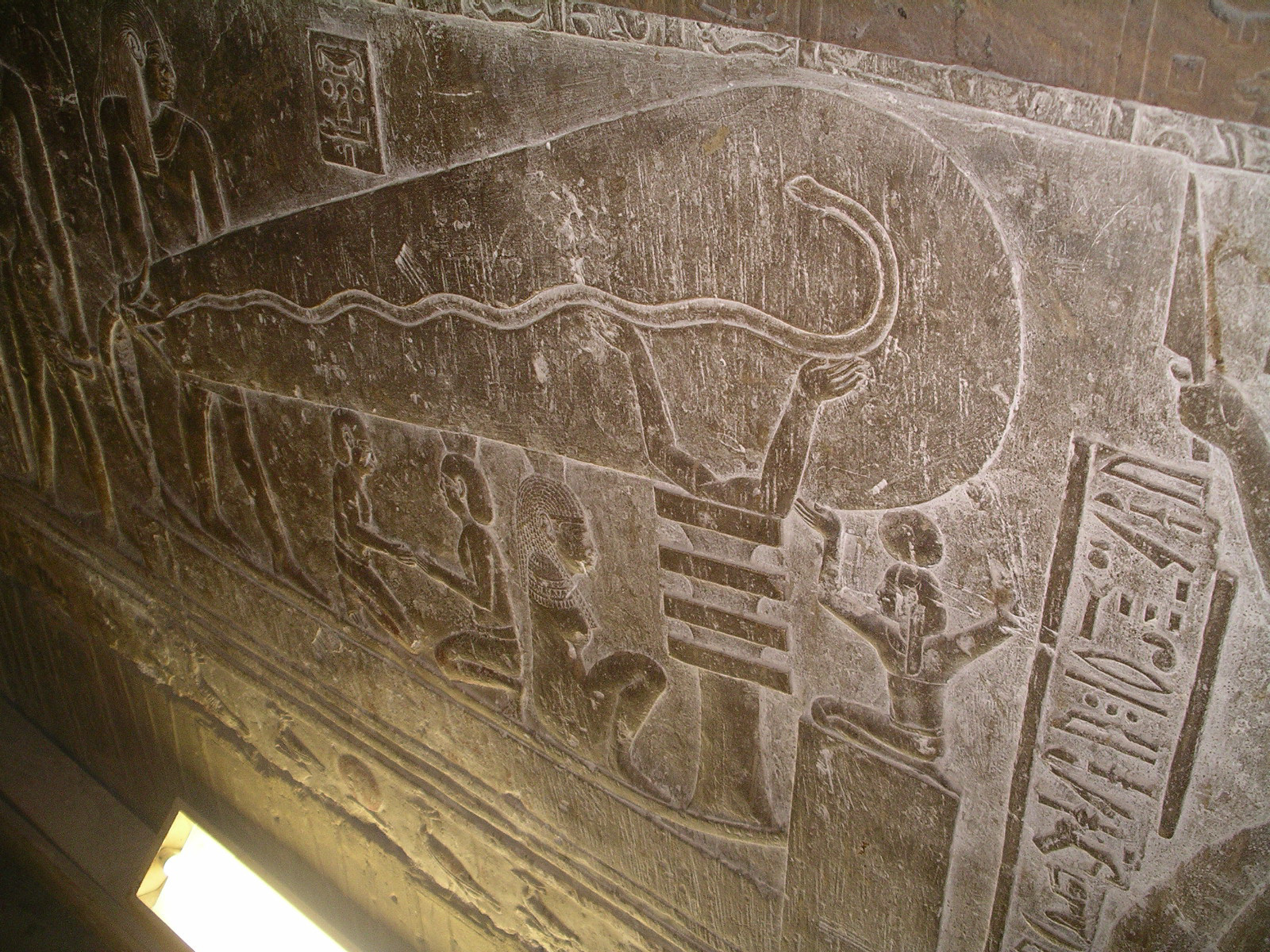
Un basorelief de la Dendera unde apare o presupusă lumină electrică și un șarpe.

Panteonul egiptean a fost deosebit de pasionat de zoomorfism, având multe animale sacre: pisici-zeități pentru Bastet, ibiși și babuini pentru Thot, crocodili pentru Sobek și Ra, pește pentru Seth, manguste, șoareci și păsări pentru Horus, câini și șacali pentru Anubis, șerpi și anghilă pentru Atum, scarabei pentru Khepera, tauri pentru Apis. Animalele au fost de multe ori mumificate ca urmare a acestor credințe.

## Mitologia greco-romană

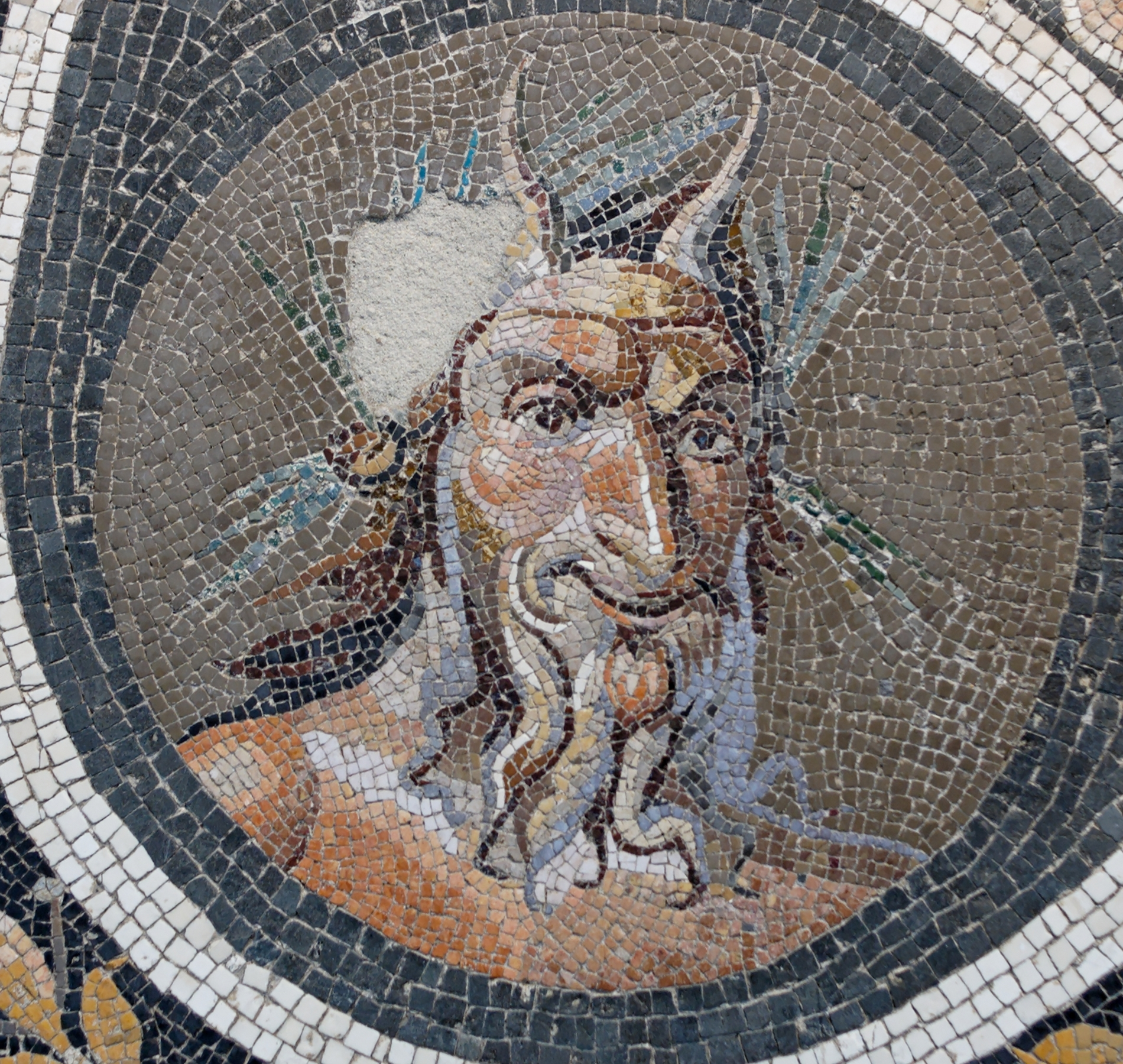
Mozaic ce reprezintă capul zeului Pan

Exista dovezi care conectează zeița pădurii Artemis cu un cult al ursului. Fetele dansau imitând "urși" în onoarea ei și posibil că nu se puteau căsători înainte de a trece această ceremonie. Potrivit mitologiei, zeița a transformat odată o nimfă într-un urs și apoi în constelația Ursa Mare.
Vitele considerate animale sacre în hinduism erau respectate și de grecii antici (și egipteni).
În Grecia, Italia și Egipt capra era venerată atât în formă de capră cât și sub formă falică Despre acest tip de cult se spune uneori că a provenit din capabilitatea sporită a țapului de a face sex: un țap este capabil să fertilizeze 150 de femele. Zeul grec Pan este descris ca având caracteristici de țap, cum ar fi copite, coarne și o barbă. Împreună cu Pan, țapul (sau taurul) era strâns legat de Dionis în epoca romană. Pentru a-l onora pe Dionis, uneori romanii tăiau o capră și o mâncau de vie.

## Religiile avraamice
Ideea că divinitatea se întruchipează în animale -cum ar fi un zeu întrupat- și apoi trăiește pe pământ printre ființele umane este ignorată de către religiile avraamice. În unele biserici, cum ar fi cele penticostale, animalele au o foarte mică semnificație religioasă. Animalele au devenit din ce în ce mai puțin importante în ritualuri de cult și în religie, mai ales de-a lungul culturilor africane, pe măsură ce creștinismul și islamul s-au răspândit.

## Șamanismul și animalele
Animalele erau un element important al șamanismului din Asia Centrală. De asemenea, cunoscute sub numele de "spirite asistente", "spirite păzitoare" sau "spirite ajutătoare," spiritele animalelor erau o parte integrantă a activității unui șaman. Cu cât are mai multe spirite de animale sub control, cu atât un șaman este mai puternic șaman. Atunci când un șaman se pregătea să călătorească spiritual în lumea exterioară, animalele erau o componentă cheie care îl asistau în munca sa. Existau trei motive principale pentru care un șaman făcea o astfel de călătorie: să găsească un suflet pierdut, să ducă spiritul unui animal la zeii cei mari sau pentru a conduce un suflet la locul său de odihnă din lumea cealaltă. Toate acestea erau extrem de importante pentru adepții șamanismului și animalele erau extrem de importante în ușurarea eforturilor șamanului. 